# Robinson v. Mandell
Die Rechtssache Robinson vs. Mandell, besser bekannt als Howland Will Case oder Howland Will Forgery Trial, wurde 1866 bis 1868 vor dem Bundesbezirksgericht für Massachusetts verhandelt und entwickelte sich zu einem der spektakulärsten und öffentlichkeitswirksamsten Gerichtsverfahren der amerikanischen Rechtsgeschichte seiner Zeit.

## Gegenstand und Verlauf
Verhandelt wurde über den auf 2,1 Mio.$ bezifferten Nachlass von Sylvia Ann Howland. Ihre einzige blutsverwandte Erbin, Henrietta Howland Robinson, genannt „Hetty“, focht das Testament ihrer Tante an und präsentierte ein zweites, angeblich früher verfasstes Testament, das ihr nicht nur die Hälfte, sondern die Gesamtheit des Erbes zusprach. In diesem Testament wurden zudem angeblich alle späteren Testamente für ungültig erklärt. Um die Echtheit dieses zweiten Testaments zu beweisen, luden die Anwälte Robinsons eine ganze Anzahl prominenter Sachverständiger vor Gericht, darunter den Naturkundler Louis Agassiz, den Arzt und Schriftsteller Oliver Wendell Holmes sowie John Quincy Adams II, den Enkel des 6. Präsidenten der Vereinigten Staaten. Die Gegenseite präsentierte ihrerseits eine Reihe schwergewichtiger Zeugen, um das zweite Testament als Fälschung zu entlarven, so eine ganze Reihe von Bankdirektoren, den Fotografen Albert Southworth und vor allem die Mathematiker Benjamin Peirce und Charles Sanders Peirce. 
Hetty Robinson wurde vorgeworfen, dass sie die Unterschrift auf dem zweiten Testament abgepaust habe – die Unterschrift war in allen Linien und Winkeln identisch mit einem zweiten Dokument, das der Verteidigung vorlag. Die Peirces errechneten, dass die Wahrscheinlichkeit für zwei vollkommen identische Unterschriften aus derselben Hand bei etwa 1 : 2,666×1021 anzusetzen ist. Der Prozess ist für die Wissenschafts- und Rechtsgeschichte so vor allem von Interesse, da hier erstmals statistische Methoden in die Beweisführung einflossen. 
Das Gericht entschied gegen Robinson. Ihre Aussage sei unzulässig, da sie eine Partei des Testaments ist und somit in einem Interessenkonflikt steht. Die statistischen Beweise wurden bei der Urteilsfindung nicht herangezogen.